# Franzburg
Franzburg (pol. hist. Nowopole) – miasto w północno-wschodnich Niemczech, w kraju związkowym Meklemburgia-Pomorze Przednie, w powiecie Vorpommern-Rügen. Jedno z najmniejszych miast Meklemburgii-Pomorza Przedniego.

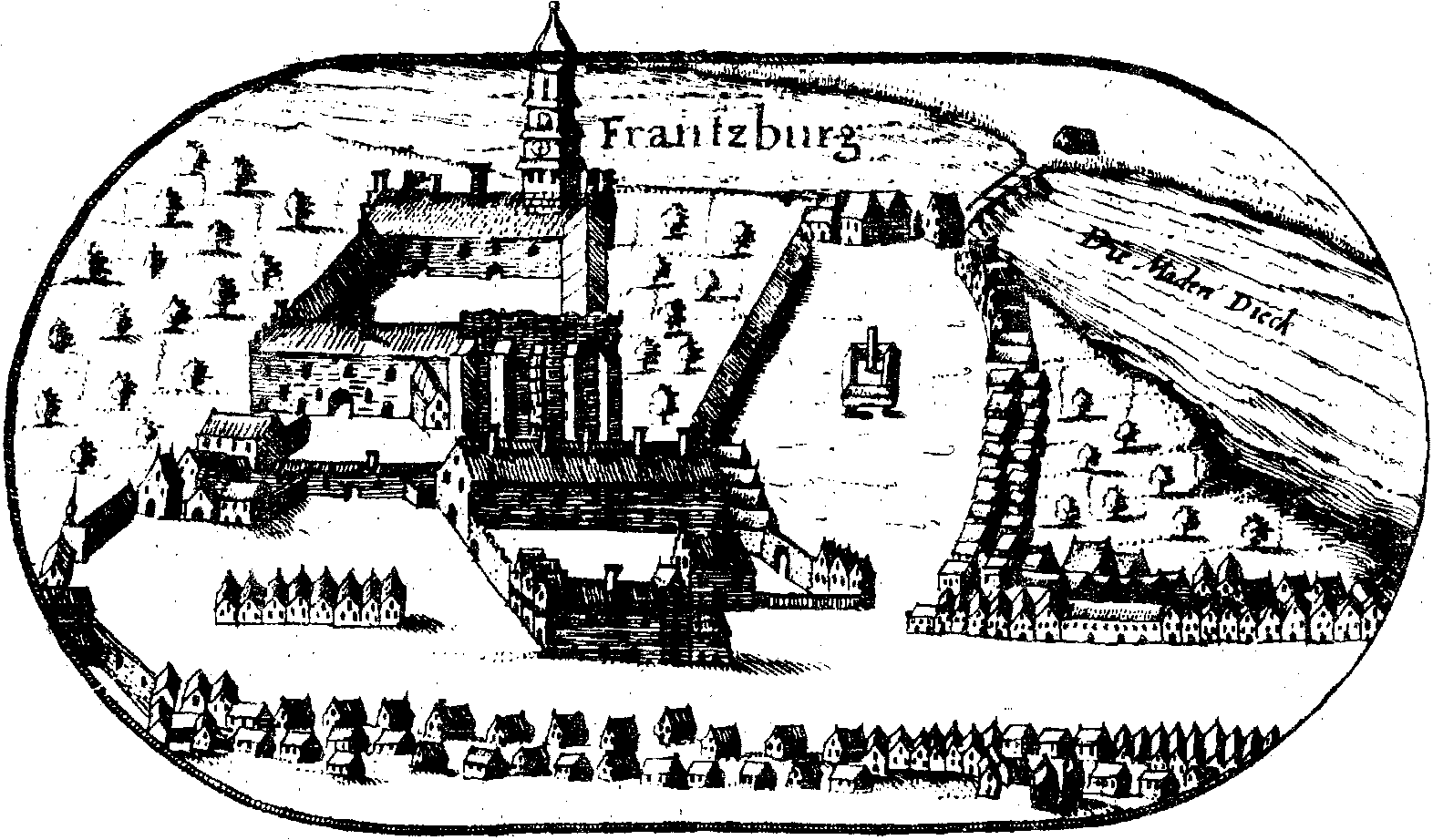
Panorama Franzburga na Wielkiej Mapie Księstwa Pomorskiego Lubinusa

## Współpraca
- Krzęcin